# 塩素
塩素（えんそ、英: chlorine）は原子番号17の元素。元素記号はCl。原子量は35.45。ハロゲン元素のひとつ。
一般に「塩素」という場合は、塩素の単体である塩素分子（Cl2、二塩素、塩素ガス）を示すことが多い。ここでも合わせて述べる。塩素分子は常温常圧では特有の刺激臭を持つ黄緑色の気体で、腐食性と強い毒を持つ。

## 名称
1774年にスウェーデンのカール・ヴィルヘルム・シェーレが「脱フロギストン海塩酸気」と命名した。
1810年にハンフリー・デービーが、気体が黄緑色である点から、ギリシャ語で「黄緑色」を意味する χλωρος (Chloros) を取って chlorine と命名した。日本語では原義から緑気（りょっき）とも呼ばれた。
日本語の「塩素」（鹽素）は江戸時代後期に宇田川榕菴が著書「遠西医方名物考補遺」で用いたのが最初である。オランダ語 zoutstof の訳語であり、食塩の主成分である点による命名である。

## 性質
塩素原子の電子親和力は非常に大きく、通常イオン化する際は1価の陰イオンとなる（EA=3.617 eV）。
単体（塩素ガス）は、常温常圧では特有の臭いを有する黄緑色の気体。分子量70.906g/mol。融点-101.5℃、沸点-34.04℃、比重2.488。非常に反応性が高く、多くの金属や有機物と反応し塩化物を形成する。
強い漂白・殺菌作用を持つため、パルプや衣類の漂白剤や、水道水やプールの殺菌剤として使用される。ただし、気体を扱うのは困難であり、また保存性の点から水酸化ナトリウム (NaOH) 水溶液と反応させた次亜塩素酸ナトリウムの形で利用されることが多い。
また、電気陰性度もフッ素、酸素の次に高い。

## 地球上の塩素の存在
地球上において、92ある天然元素のうち18番目に多く存在し、鉱物やイオン、気体などとしてマントルに99.6パーセント、地殻に0.3パーセント、海水に0.1パーセントが保有されている。
- マントル - アルステア・キャメロンによる隕石の分析で、ケイ素原子10000個に対し塩素原子190個が含まれていると考えられていることから、地球の質量約6000 Ygに対し22 Yg (22×1024 g)の塩素が存在すると推測される。
- 地殻 - 塩素が地殻の総重量の0.19パーセントを占めると考えられていることから、約60 Zg（60×1021 g）の塩素が地殻に存在すると推測される。火山噴火により毎年0.4–11 Tg（(0.4–11)×1012 g）の塩素がおもに塩化水素の形で対流圏に放出され、その大部分が地表や海洋に降下する。
- 海水 - 約1.36×108 km3の海水の総量のうち、平均塩素濃度19.354 g/kgであることから、26 Zgがおもに塩化ナトリウム (NaCl)として存在すると推測される。海面上で生じる波により、年間6–18 Pg（(6–18)×1015 g）が大気中に放出される。大部分が海洋に戻るが、一部は揮発性塩素となる。
- 河川水・湖水 - 河川・湖の水の総量は約1×105 km3であり、河川水には約5.8 mg/L含まれていることから、河川・湖水総量に対し580 Tgが含まれていると推測される。
- 地下水 - 帯水層および土壌中の地下水は地球の水量のおよそ8パーセントであり、標準的塩素濃度が40 mg/Lであることから、地下水中の塩素含有総量は320 Pgと推測される。
- 雪氷圏 - 極地や大陸の氷原には、0.5 Gg（0.5×109 g）の塩素が存在すると推測される。
- 対流圏 - 大気中では主に塩化水素やクロロメタンの状態で存在し、塩化水素は地表近くでは体積濃度(100–300)×10−12 m3/m3、都市部の高濃度域では3000×10−12 m3/m3が測定される。クロロメタンや、より高層の塩化水素、海水からのエアロゾルなどを含めると、5.3 Tgが存在していると推測される。対流圏から成層圏へは年間約0.03 Tgが放出され、成層圏から対流圏へもほぼ同量が移動する。
- 成層圏 - 成層圏には約3×10−12 m3/m3の塩素が含まれ、約0.4 Tgの塩素が存在すると推測される。

## 生産
現在では一般的に、塩化ナトリウム水溶液からイオン交換と電気分解とを併用するイオン交換膜法によって、水酸化ナトリウムとともに生産される。さらに、水素を副生せずイオン交換膜法より消費電力の少ないガス拡散電極法も、2013年より東亞合成徳島工場を皮きりに商業運転が始まっている。塩素ガスの2016年度日本国内生産量は343万9341トン、消費量は296万9305トン、液体塩素の2016年度日本国内生産量は47万3016トン、消費量は30万909トンである。高圧ガス保安法に基づく容器保安規則により、黄色いボンベに保管するように決められている。また液化塩素専用タンク車のタキ5450形も塗装は黄色である。
塩酸やクロロホルムなど各種塩化物の原料、ポリ塩化ビニルやポリ塩化ビニリデンなどの合成樹脂原料として多方面で使用されるほか、合成中間体としてシリコーンやポリウレタン、各種ポリマーなど塩素を含まない製品の製造にも用いられる。

## 人体・環境への影響

### 単体の毒性
塩素は強い毒性を持つため、人類初の本格的な化学兵器としても使われた。第一次世界大戦中の1915年4月22日、イープル戦線でのことである。このときにドイツ軍の化学兵器部隊の司令官を務めていたのは、後年（1918年）ノーベル化学賞を受賞するフリッツ・ハーバーである。塩素ガスは、色がついていて重いためすぐにばれ、周りへの被害が少ない。支給されたマスクは中和液を含ませたガーゼマスクだった。
塩素を吸引すると、まず呼吸器に損傷を与える。空気中である程度以上の濃度では、皮膚の粘膜を強く刺激する。目や呼吸器の粘膜を刺激して咳や嘔吐を催し、重大な場合には呼吸不全で死に至る場合もある。液体塩素の場合には、塩素に直接触れた部分が炎症を起こす。
塩素を浴びてしまった場合、ただちにその場から離れ、着ていた衣服を脱ぎ、毛布に包まるなどして体を温めなければならない。ただちに医療機関での処置を要する。呼吸が停止している場合には一刻も早く人工呼吸による蘇生を行わなければならない。呼吸が苦しい場合には酸素マスクの着用を要する。
毒物および劇物取締法により劇物に指定されている。また、労働安全衛生法の第2類特定化学物質に指定されている。

### 塩素ガス発生事故等
特に塩素を含む漂白剤（次亜塩素酸ナトリウム）と酸性の物質（おもにトイレ用の洗剤）を混合すると、有毒な単体の塩素ガスが遊離し危険な状態となる。このため、漂白剤や酸性のトイレ用の洗剤には「混ぜるな危険」との大きく目立つ表示がある。このような表示がされる前（当時も小さな注意書き自体は存在した）には1986年には徳島県で、1989年には長野県で、実際に塩素系漂白剤と酸性洗浄剤を混ぜたことにより、塩素ガスが発生し死亡した事故が起こっている。
工場レベルでもミスがあると類似の事故が発生する。1976年3月26日、東大阪市のメッキ廃液処理場では、清掃業者が塩素酸ナトリウムのタンクに誤って硫酸を投入、大量の塩素ガスが発生して周辺住民約100人が入院する騒ぎとなった。

### オゾン層への影響
塩素はオゾンホールの原因物質としても指摘されている。フロンなどの塩素原子を含む化合物が紫外線に当たると、結合が切断され塩素ラジカルが生じる。塩素ラジカルは周囲のオゾンと反応して触媒的にオゾンを酸素分子へと分解するため、オゾン層の破壊効果が大きい。

## 歴史
1774年にスウェーデンのカール・ヴィルヘルム・シェーレが、海塩酸（塩酸）と二酸化マンガンを加熱させることによって単体を分離。
1810年にハンフリー・デービーが元素であると認めた。

## 塩素の化合物
塩化物イオンあるいは置換基として塩素を含む化合物は塩化物あるいは塩素化合物と呼ばれる。塩素はほとんどすべての元素と安定な化合物を形成し、また有機化合物にも塩素を含むものが多く知られている（記事塩化物に詳しい）。個々の化合物については、「塩化物のカテゴリ」および「有機ハロゲン化合物のカテゴリ」を参照されたい。
有機塩素化合物は、安定で、かつ安価に合成できるために、クロロホルムやジクロロメタンのような代表的な有機溶媒として、あるいはポリ塩化ビニルなどのプラスチックとして、大量に生産・使用されている。
反面、多くは毒性を持ち、環境中に放出された際に化学分解されにくい点、さらに焼却時にはダイオキシンを発生する点から、法令などで規制されている物質も多い。

### 塩素のオキソ酸
塩素のオキソ酸は慣用名を持つ。次にそれらを挙げる。
| オキソ酸の名称                   | 化学式（酸化数）                     | オキソ酸塩の名称                 | 備考                                                                            |
| -------------------------------- | ------------------------------------ | -------------------------------- | ------------------------------------------------------------------------------- |
| 次亜塩素酸 （hypochlorous acid） | {\displaystyle {\ce {HClO}}} (+I)    | 次亜塩素酸塩 （ - hypochlorite） | 次亜塩素酸塩は塩基性を示し、遊離酸よりも安定で漂白剤、殺菌剤として使用される。  |
| 亜塩素酸 （chlorous acid）       | {\displaystyle {\ce {HClO2}}} (+III) | 亜塩素酸塩 （ - chlorite）       | 亜塩素酸は中程度の酸（pKa2.31）。亜塩素酸塩は危険物第1類。                      |
| 塩素酸 （chloric acid）          | {\displaystyle {\ce {HClO3}}} (+V)   | 塩素酸塩 （ - chlorate）         | 塩素酸は強酸。塩素酸塩は危険物第1類でマッチや火薬などの酸化剤として用いられる。 |
| 過塩素酸 （perchloric acid）     | {\displaystyle {\ce {HClO4}}} (+VII) | 過塩素酸塩 （ - perchlorate）    | 過塩素酸は強酸で危険物第6類。過塩素酸塩は危険物第1類。                          |

※オキソ酸塩名称の '-' にはカチオン種の名称が入る。
塩素のオキソ酸はいずれも酸化力が強い。代表的な化合物に次のようなものがある。
- 次亜塩素酸ナトリウム（{\displaystyle {\ce {NaClO}}}）
- 次亜塩素酸カルシウム（さらし粉（{\displaystyle {\ce {CaCl(ClO).H2O}}}） - 不純物として原料の{\displaystyle {\ce {Ca(OH)2}}}を含む